# Leonardo Tavares
Leonardo Tavares (Espinho, 20 febbraio 1984) è un ex tennista portoghese.
Ha raggiunto il suo più alto ranking nel singolo il 16 agosto 2010, con la 186ª posizione, mentre nel doppio ha raggiunto il 95º posto il 13 settembre 2010.